# Docalidia convexa
Docalidia convexa är en insektsart som beskrevs av Nielson 1986. Docalidia convexa ingår i släktet Docalidia och familjen dvärgstritar. Inga underarter finns listade i Catalogue of Life.